# Mnadani (Kilimangiaro)
Mnadani è una circoscrizione (ward) della Tanzania situata nel distretto di Hai, regione del Kilimangiaro. Conta una popolazione di 20 327 abitanti (censimento 2022).